# Arenavirus
Arenavirus je zastaralý rod RNA virů – dříve jediný zástupce čeledi Arenaviridae, nyní rozdělené na čtyři různé rody. Jde o ssRNA obalené viry s negativní polaritou.
U lidí způsobuje horečku Lassa – závažnou hemoragickou (krvácivou) horečku. Donedávna se myslelo, že napadá jen savce – hlodavce a člověka – ale ukázalo se, že způsobuje i tzv. nemoc opilých hadů (ICV – Inclusion Body Disease), která napadá především hroznýšovité hady.
Nová klasifikace ICTV již uvádí rozděleně 4 různé rody, Antennavirus, Hartmanivirus, Mammarenavirus (savčí) a Reptarenavirus (plazí).